# Guggenberg (Tiefgraben)
Guggenberg est un village autrichien qui fait partie de la commune de Tiefgraben dans le district de Vöcklabruck en Haute-Autriche.